# Julia Davis
Julia Charlotte L. Davis (Lambeth, 25 agosto 1966) è un'attrice e sceneggiatrice britannica.

## Filmografia parziale

### Attrice

#### Cinema
- Un'insolita missione (The Parole Officer), regia di John Duigan (2001)
- Wilbur Wants to Kill Himself, regia di Lone Scherfig (2002)
- Love Actually - L'amore davvero (Love Actually), regia di Richard Curtis (2003)
- Confetti, regia di Debbie Isitt (2006)
- Four Lions, regia di Chris Morris (2010)
- L'ordine naturale dei sogni (Cemetery Junction), regia di Ricky Gervais e Stephen Merchant (2010)
- Il filo nascosto (Phantom Thread), regia di Paul Thomas Anderson (2017)
- Una famiglia al tappeto (Fighting with My Family), regia di Stephen Merchant (2019)
- Il morso del coniglio (Run Rabbit Run), regia di Daina Reid (2023)
- The Toxic Avenger, regia di Macon Blair (2023)

### Televisione
- Big Train – serie TV, 7 episodi (1998-2002)
- Jam, regia di Chris Morris – miniserie TV, 6 puntate (2000)
- AD/BC: A Rock Opera, regia di Richard Ayoade – film TV (2004)
- Nighty Night – serie TV, 12 episodi (2004-2005)
- Persuasione (Persuasion), regia di Adrian Shergold – film TV (2007)
- Black Mirror – serie TV, episodio 1x02 (2011)
- Psychobitches – serie TV, 5 episodi (2013)
- Hunderby – serie TV, 10 episodi (2012-2015)
- Camping - serie TV, 6 episodi (2016)
- Sally4Ever – serie TV, 7 episodi (2018)
- Gavin & Stacey – serie TV, 9 episodi (2007-2019)
- A Very British Scandal, regia di Anne Sewitsky – miniserie TV, 3 puntate (2021)
- The Regime - Il palazzo del potere (The Regime), regia di Stephen Frears e Jessica Hobbs – miniserie TV, puntata 5 (2024)

### Doppiatrice
- Sing 2 - Sempre più forte (Sing 2), regia di Garth Jennings (2021)

### Sceneggiatrice
- Big Train - serie TV, 6 episodi (1998)
- Human Remains - serie TV, 6 episodi (2000)
- Nighty Night - serie TV, 12 episodi (2004-2005)
- Hunderby - serie TV, 10 episodi (2012-2015)
- Camping - serie TV, 5 episodi (2016)
- Sally4Ever - serie TV, 7 episodi (2018)

## Premi
- BAFTA Awards
  - 2013: "Best Writer: Comedy" (Hunderby)
- Royal Television Awards
  - 2001: "Best Television Performance" (Human Remains)
  - 2005: "Best Writer - Comedy" (Nighty Night)